# Stankelben
 For alternative betydninger, se Stankelben (flertydig). (Se også artikler, som begynder med Stankelben)
Stankelben (Tipulidae) er en familie af insekter i ordenen tovinger (Diptera). De ligner store myg med lange ben og lange smalle vinger. De lever i fugtige områder, både i og uden for skov. I Danmark er registreret 85 forskellige arter af stankelben. De fleste stankelben tager så vidt vides ikke næring til sig som voksne - nogle søger dog til blomster.

## Æglægning
Hunnen har et læggerør, der er specialiseret til at lægge æg i forskellige medier. Det kan være i fugtig jord, rådne blade i vand, i algebevoksninger på sten eller under bark. Om sommeren kan man ofte se hunner flyve hoppende omkring i græsset. Ved hvert hop nedbores læggerøret i den fugtige jord og et æg lægges.

## Planteskade
Stankelbenets larver kan i stort antal ødelægge plantevækst på våde arealer (fortrinsvis græsarealer og korn). Desuden kan fugle ødelægge græsplæner og golfbaner i deres søgen efter larverne.